# Ельтманн
Ельтманн (нім. Eltmann) — місто в Німеччині, розташоване в землі Баварія. Підпорядковується адміністративному округу Нижня Франконія. Входить до складу району Гасберге.
Площа — 39,97 км2. Населення становить 5370 ос. (станом на 31 грудня 2020).